# Hymedesmia irritans
Hymedesmia irritans är en svampdjursart som beskrevs av Thiele 1905. Hymedesmia irritans ingår i släktet Hymedesmia och familjen Hymedesmiidae. Inga underarter finns listade i Catalogue of Life.